# Tiro ai Giochi della XI Olimpiade
Le competizioni di tiro ai Giochi della XI Olimpiade si sono svolte nei giorni dal 6 all'8 agosto 1936 al poligono di tiro di Wannsee.
A differenza dell'ultima edizione di Los Angeles 1932 è stata reintrodotta la competizione della "Pistola 50 metri", soppressa ad Anversa 1920, portando il numero delle competizioni a tre.

## Calendario
| Tiro ai Giochi della XI Olimpiade | Tiro ai Giochi della XI Olimpiade | Tiro ai Giochi della XI Olimpiade | Tiro ai Giochi della XI Olimpiade | Tiro ai Giochi della XI Olimpiade | Tiro ai Giochi della XI Olimpiade | Tiro ai Giochi della XI Olimpiade | Tiro ai Giochi della XI Olimpiade | Tiro ai Giochi della XI Olimpiade | Tiro ai Giochi della XI Olimpiade | Tiro ai Giochi della XI Olimpiade | Tiro ai Giochi della XI Olimpiade | Tiro ai Giochi della XI Olimpiade | Tiro ai Giochi della XI Olimpiade | Tiro ai Giochi della XI Olimpiade | Tiro ai Giochi della XI Olimpiade | Tiro ai Giochi della XI Olimpiade |
| Eventi / Giorni                   | Agosto 1936                       | Agosto 1936                       | Agosto 1936                       | Agosto 1936                       | Agosto 1936                       | Agosto 1936                       | Agosto 1936                       | Agosto 1936                       | Agosto 1936                       | Agosto 1936                       | Agosto 1936                       | Agosto 1936                       | Agosto 1936                       | Agosto 1936                       | Agosto 1936                       | Agosto 1936                       |
| Eventi / Giorni                   | 1                                 | 2                                 | 3                                 | 4                                 | 5                                 | 6                                 | 7                                 | 8                                 | 9                                 | 10                                | 11                                | 12                                | 13                                | 14                                | 15                                | 16                                |
| --------------------------------- | --------------------------------- | --------------------------------- | --------------------------------- | --------------------------------- | --------------------------------- | --------------------------------- | --------------------------------- | --------------------------------- | --------------------------------- | --------------------------------- | --------------------------------- | --------------------------------- | --------------------------------- | --------------------------------- | --------------------------------- | --------------------------------- |
| Pistola 25m                       |                                   |                                   |                                   |                                   |                                   | Finale                            |                                   |                                   |                                   |                                   |                                   |                                   |                                   |                                   |                                   |                                   |
| Pistola 50m                       |                                   |                                   |                                   |                                   |                                   | -                                 | Finale                            |                                   |                                   |                                   |                                   |                                   |                                   |                                   |                                   |                                   |
| Carabina 50 metri a terra         |                                   |                                   |                                   |                                   |                                   |                                   |                                   | Finale                            |                                   |                                   |                                   |                                   |                                   |                                   |                                   |                                   |

## Podi
| Evento                               | Oro                | Perform. | Argento            | Perform. | Bronzo                 | Perform. |
| Pistola 25 metri (dettagli)          | Cornelius van Oyen | 18/6     | Heinrich-Georg Hax | 18/5     | Torsten Ullman         | 18/4     |
| Pistola 50 metri (dettagli)          | Torsten Ullman     | 559      | Erich Krempel      | 544      | Charles des Jamonières | 540      |
| Carabina 50 metri a terra (dettagli) | Willy Røgeberg     | 300      | Ralph Berzsenyi    | 296      | Władysław Karaś        | 296      |

## Medagliere
| Posizione | Paese    |   |   |   | Totale |
| --------- | -------- | - | - | - | ------ |
| 1         | Germania | 1 | 2 | 0 | 3      |
| 2         | Svezia   | 1 | 0 | 1 | 2      |
| 3         | Norvegia | 1 | 0 | 0 | 1      |
| 4         | Ungheria | 0 | 1 | 0 | 1      |
| 5         | Francia  | 0 | 0 | 1 | 1      |
| 5         | Polonia  | 0 | 0 | 1 | 1      |
| Totale    | Totale   | 3 | 3 | 3 | 9      |